# Bhimtalsjön
Bhimtalsjön är en insjö vid staden Bhimtal, nära staden Nainital i Nainital-distriktet i regionen Kumaon, Uttarakhand, Indien. Sjön bildades genom att en murad damm uppfördes år 1883. Den är Nainital-distriktets största sjö.
Sjön är den näst största i Uttarakhand sett till ytan.  Den används som dricksvattentäkt och stöder vattenbruk med flera olika fiskarter. I mitten av sjön finns en ö som har utvecklats till en turistattraktion och inrymmer ett akvarium.

## Geografi
Sjön och dammen ligger på en höjd av 1 375 meter över havet i staden Bhimtal, som är belägen i Nainital-distriktet i delstaten Uttarakhand. Sjön har ett avrinningsområde på 17,12 kvadratkilometer.
Enligt geologer har sjön bildats till följd av flera förkastningar som uppstod när jordskorpan försköts. Detta ledde till att vattenflöden blockerades och en sjö bildades. Avrinningsområdet, särskilt kullarna i närområdet, är täckt av tät skog med växtlighet som inkluderar chirtall, ban-ek och blandskog med lövträd. Klimatet i området varierar mellan tropiskt och subtropiskt, och nederbörden är mycket hög – främst under monsunperioden.
En väg som löper längs sjöns strand ger god utsikt över fisklivet i vattnet. Sjön har branta stränder som vid de lägre nivåerna är täckta av grus, medan de högre partierna har buskar och gräs. På sjöns västra sida finns ett skogsområde där stugor har byggts, medan den motsatta sidan domineras av terrasserade odlingsfält.
En ständig bäck från väster rinner in i sjön. Efter Indiens självständighet har strandbankarna längs denna bäck bebyggts med bostadskomplex, vilket har fört med sig skiffer och avfall ned i sjön – en process som fortfarande pågår. 
På den södra stranden finns ett litet köpcentrum. På norra stranden, på en höjd av 1 525 meter över havet, ligger ett litet sanatorium som sägs vara fritt från malaria och därför hälsosamt. Vid den norra änden av sjön finns också ett fångläger, som upprättades år 1902 för att hysa fångar från boerkriget.

## Historia
Dammen byggdes 1883 när Kumaon-regionen var under brittiskt styre efter det anglo-nepalesiska kriget (1814–16). Nainital hade då etablerats som deras sommarhuvudstad.
Staden och sjön är uppkallade efter Bhima, en av Pandavaerna i den episka berättelsen om Mahabharata, som sägs ha besökt platsen. På dammens strand finns ett gammalt tempel som byggdes av Raja Baj Bahadur Chand från Kumaon-riket under 1600-talet. 

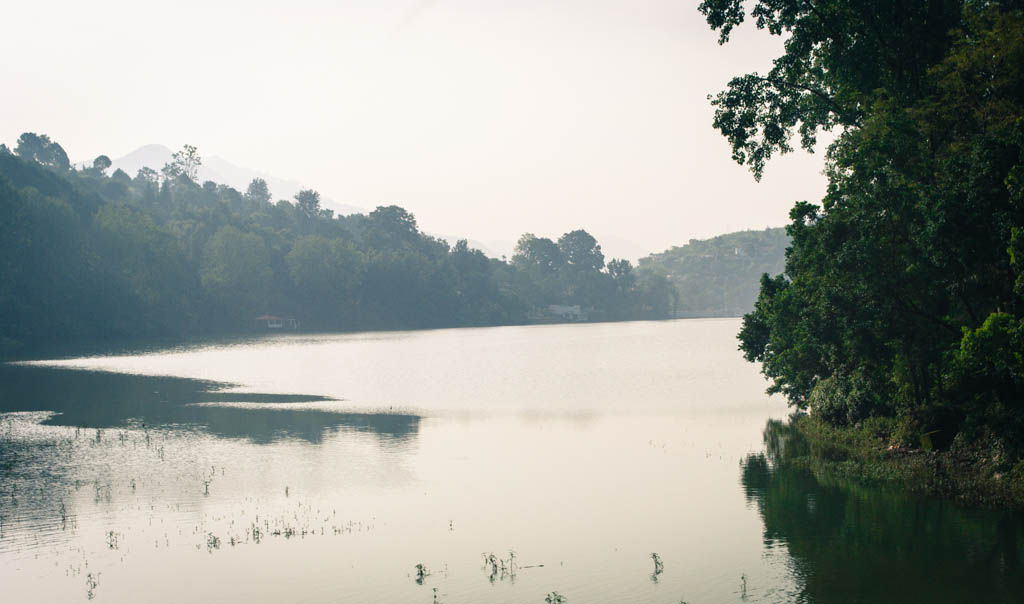
Vy över sjön

## Damm
Dammen som har skapat sjön är en murad konstruktion, byggd i mitten av dalgången. Den är 14,8 meter hög och 150 lång. Vid basen är dammen 11 meter bred, och smalnar av uppåt till 3 meters bredd vid krönet. Dammen är konstruerad för att kunna släppa igenom ett flöde på 45 kubikmeter per sekund via en ränna med tolv portar. Området där dammen är ett område med förhöjd jordbävningsrisk.

## Djurliv
Vilda djur som ses runt sjön är muntjaker, kalijfasaner, koklassfasaner och fnittertrastar, samt änder och gäss.

## Fiske
Fiskarterna som finns i sjön är Schizothorax richardsonii, katla, rohu, silverkarp (Hypophthalmichthys molitrix) och gräskarp (Ctenopharyngodon idella). Man bedriver även fiskodling i Bhimatal.